# Seagate Technology
Seagate Technology Holdings plc er en amerikansk producent af digital hukommelse. Den blev etableret i 1979 som Shugart Technology.